# Companhia de Energia Elétrica de Kansai

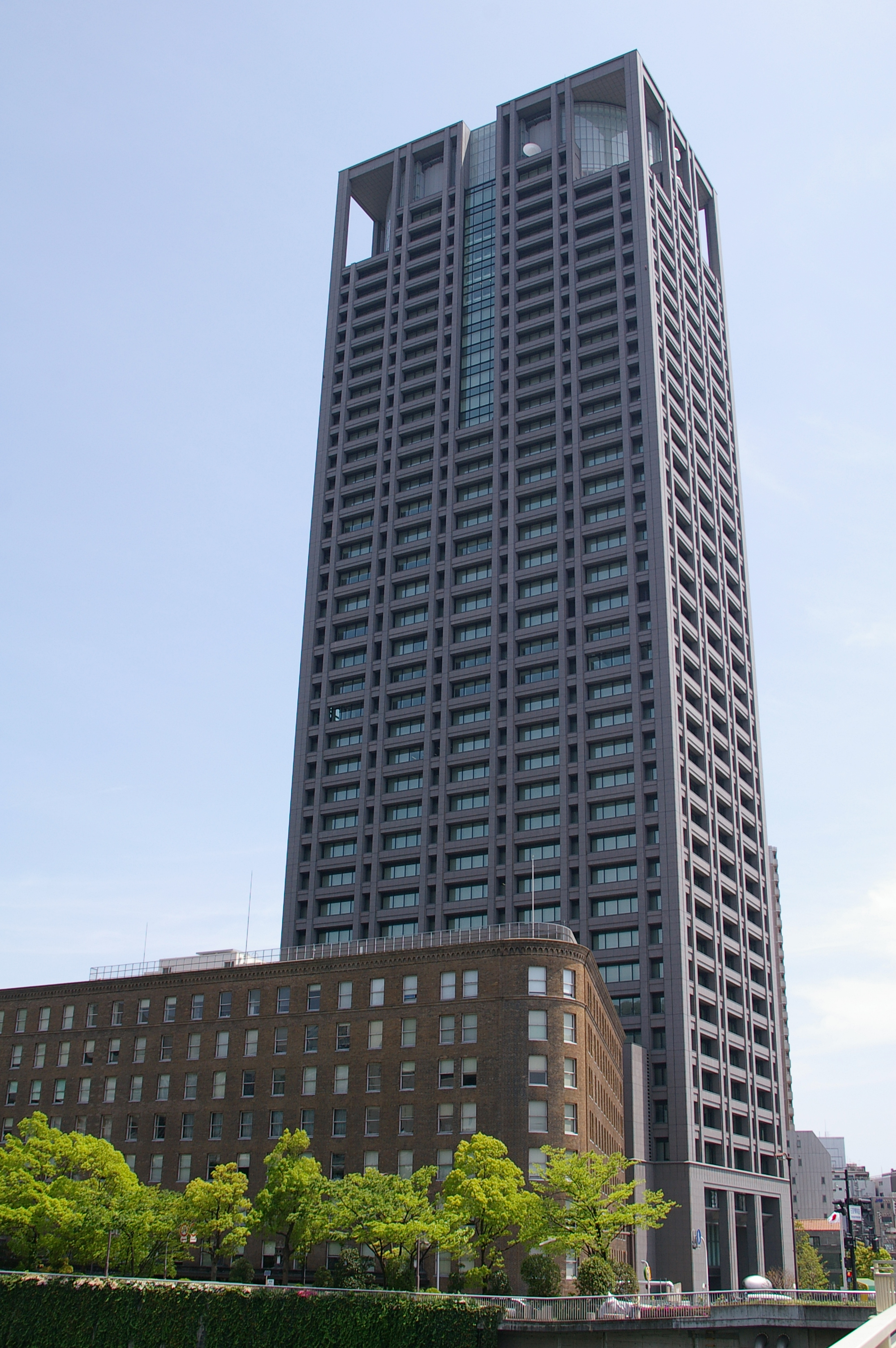
Sede da KEPCO, em Osaka

The Kansai Electric Power Co., Inc. (関西電力株式会社 Kansai Denryoku Kabushiki-gaisha?, ou KEPCO) é uma companhia elétrica japonesa, sediada em Osaka.

## História
A companhia foi estabelecida em 1951.